# Aristoï
Aristoï (titre original : Aristoi) est un roman de science-fiction de l'écrivain américain Walter Jon Williams, paru en 1992.

## Résumé
Dans une société galactique future règnent les Aristoï, choisis par le biais d'examens très sélectifs, qui sont destinés à contrôler l'usage de la technologie qui détruisit jadis la Terre. Ces dirigeants prêtent serment de guider l'humanité pour son bien. La disparition de faits de civilisation tels que le meurtre, la guerre ou les épidémies semble leur donner raison. L'Hyperlogos, la somme des connaissances humaines, accessible par tout le monde virtuellement, est la garantie de cette stabilité. Mais Cressida Aristo découvre une anomalie dans l'Hyperlogos et meurt quelques jours après en avoir fait part à Gabriel Aristo, qui décide alors de poursuivre la quête de Cressida vers la vérité. Il découvre alors que certains de ses pairs ont délibérément recréé des sociétés barbares en guise d'expérimentation sur l'évolution, violant leur serment et remettant en cause toute la fiabilité de l'Hyperlogos dans leurs tentatives de dissimuler leurs actes.

## Thèmes

### Réalité virtuelle
Le roman est situé en partie dans ce que Walter Jon Williams nomme l'onirochrone (« temps du rêve » si l'on suit les racines grecques du terme), une forme de réalité virtuelle que peuvent contrôler les habitants. Ceux-ci y disposent de « skiagenoï », des représentations de leurs corps altérables  à volonté électroniquement.

### La civilisation
L'auteur dit à propos de son livre : 
One of the things that the novel was reacting against was the general feeling in science fiction that barbarian societies are good, healthy, wonderful societies, and that we should all live in them and be two-fisted he-men living out there with nothing but a yard of naked steel between us and the savages trying to destroy us. And I think this is a bad idea. I like civilization [...] I wanted to make a plea on behalf of civilization.
L'une des choses auxquelles je souhaitais réagir dans ce livre, c'est le sentiment général dans la science-fiction que les sociétés barbares sont bonnes, saines, merveilleuses, et que nous devrions tous y vivre et être de « vrais » hommes vivant là avec juste une lame d'acier nu entre nous et les sauvages qui tentent de nous détruire. Et je crois que c'est une mauvaise idée. J'aime la civilisation. [...] Je voulais plaider la cause de la civilisation.